# Milagro Gil-Mascarell Boscà
Milagro Gil-Mascarell Boscà (Albaida, 23 de setembre de 1941 - València, 25 de setembre de 1994) va ser una les pioneres de l'arqueologia valenciana. Destacà per la seua tasca en el desenvolupament del paper de la dona a la Universitat de València.

## Trajectòria professional
Es va llicenciar en Filosofia i Lletres per la Universitat de València (1960-1965), després de presentar la Memòria de Llicenciatura titulada “Les coves ibèriques a la Regió Valenciana” (1967), dirigida per Miquel Tarradell.
Encara que la seua intenció era especialitzar-se en el camp del Paleolític superior, el seu mentor la va orientar cap a una línia de recerca més recent, com ara la Cultura Ibèrica, cosa que li va permetre tenir un major contacte amb el treball de camp i amb una àmplia quantitat de jaciments d'aquesta cronologia. Així al 1971 va defensar la tesi doctoral “Jaciments ibèrics de la Regió Valenciana: Estudi del poblament", dirigida per Miquel Tarradell. Va completar aquesta línia d'estudi amb treballs sobre l'Edat del Bronze, centrats en jaciments valencians, especialment La Mola d'Agres.
Va treballar com a professora adjunta del Departament de Prehistòria i Arqueologia de la Universitat de València des de 1974. No obstant això, si alguna cosa la caracteritzà fou per ser, juntament amb Carmen Aranegui, una de les primeres catedràtiques en arqueologia a la Universitat de València (1986-1994); encara que ella ja havia aconseguit aquest títol tres anys abans per la Universitat de Càceres (1983).
Quant al treball de camp, abans de finalitzar la seua tesi doctoral aquesta investigadora ja havia dirigit la seua primera excavació arqueològica al jaciment de la Torre Seca (Casinos) en 1968. Va continuar la seus tasca en altres jaciments, com La Cova Foradada, Líria (1969); La Carència, Torís (1970-1973); Torre de Foios, Llucena (1969-1970); La Mola d'Agres, on va dirigir les excavacions des de la dècada dels anys 1970 fins a 1993. Los Villares, Caudete de las Fuentes, on fou codirectora juntament amb E. Pla (1979,1980, 1984). A Extremadura va dirigir les excavacions d'alguns poblats calcolítics com ara els de Villafranca de los Barros i el del cerro del castillo de Alange (Badajoz). En les excavacions va ser una de les primeres a introduir mètodes innovadors, com l'excavació estratigràfica.

## Publicacions més destacades
- GIL-MASCARELL, M. (1971): Jaciments ibèrics de la Regió Valenciana: Estudi del poblament. Tesi Doctoral.
- GIL-MASCARELL, M. (1977): Excavacions a la Torre de Foios Llucena (Castelló), Quaderns de Prehistòria i Arqueologia Castellonenca 4, 305-313.
- GIL-MASCARELL, M. (1992): L'agricultura i la ramaderia com a vectors econòmics del desenvolupament del Bronze valencià, SAGVNTVM-PLAV, 25, 49-67.
- GIL-MASCARELL, M. (1992): La metal·lúrgia del Bronze Final-Ferro Antic del jaciment de la Mola d'Agres (Alacant), Treballs Varis del SIP, 89, 39-50. València
- GIL-MASCARELL, M. (1994): Les fases d'ocupació en el jaciment de la Mola d'Agres. La seva dinàmica evolutiva, Recerques del Museu d'Alcoi, 3.
- GIL-MASCARELL, M. (1995): Algunes reflexions sobre el Bronze valencià, SAGVNTVM-PLAV, 28, 63-74.